# Inessivo
L'inessivo è uno dei casi locativi delle lingue del ceppo ugro-finnico. Viene usato per esprimere lo stato in luogo, tuttavia lo stato in luogo espresso dall'inessivo è più preciso dello stato in luogo italiano: con l'inessivo si descrive lo stato entro limiti definiti come stare all'interno di una stanza. Per esprimere lo stato in luogo su una superficie aperta si usa invece il caso superessivo.
In italiano per tradurre il caso inessivo si usano le parole "dentro", "in", "a" a seconda del contesto.
|         | Finlandese | Estone       | Ungherese |
| ------- | ---------- | ------------ | --------- |
| casa    | talo       | maja         | ház       |
| in casa | talossa    | majas        | házban    |
| esso    | se         | see          | ő         |
| in esso | siinä      | selles / ses | benne     |

## Finlandese
In finlandese l'inessivo è formato a partire dal caso nominativo, al quale si aggiunge il suffisso ssa/ssä

## Estone
In estone viene aggiunta una s al caso genitivo.

## Ungherese
In ungherese per esprimere il caso inessivo viene aggiunto il suffisso ban/ben, a seconda dell'armonia vocalica. In ungherese per esprimere lo stato in luogo di qualsiasi città all'infuori di Budapest si usa il caso inessivo:
- Londonben élek, vivo a Londra

Invece per esprimere il complemento di stato in luogo nella città di Budapest si usa il caso superessivo, che si costruisce col suffisso -n.